# Sida palmata
Sida palmata är en malvaväxtart som beskrevs av Antonio José Cavanilles. Sida palmata ingår i släktet sammetsmalvor, och familjen malvaväxter. Inga underarter finns listade i Catalogue of Life.